# Гараев, Роберт Наилевич
Ро́берт Наи́левич Гара́ев (тат. Роберт Наил улы Гәрәев; род. 8 февраля 1976, Казань, Татарская АССР) — российский писатель, журналист, музыкант. Известен благодаря документальной книге «Слово пацана. Криминальный Татарстан 1970—2010-х».

## Биография
Гараев родился 8 февраля 1976 года в Казани. Рос на улице Академика Королёва и посещал гимназию №94 (также обучался в музыкальной школе напротив), хотя жил напротив школы № 99. В 1989 году, в возрасте 14 лет, у Гараева появился обидчик, который начал требовать у него деньги. Гараев деньги отдавать не хотел, поэтому парни из параллельного класса предложили ему вступить в ОПГ «Низы», на что Гараев согласился. В 1991 году покинул ОПГ и переехал к отцу.
Когда с криминалом было покончено, Гараев поступил в Казанский университет, где получил образование историка. Во время учёбы в университете подрабатывал диджеем, за что в 2004 году получил статуэтку «Золотой Горгульи» в клубе «16 тонн». В 2000 году переехал в Москву и стал редактором журнала «Ваш Досуг», для которого писал множество статей в разделе «клубы». Также входил в состав группы Heavy Metal DJs. Во время работы куратором в Еврейском музее он начал изучать «казанский феномен», к которому он был причастен, состоя в ОПГ. Исследования не ограничивались чтением научных статей, Гараев брал множество интервью у участников группировок и полицейских. В 2020 году выпустил книгу «Слово пацана. Криминальный Татарстан 1970—2010-х». В июне 2021 года литературная комиссия премии «Либеральная миссия» поместила книгу Гараева в номинацию аналитика. В декабре 2023 года объявил о планах написать книгу о женских бандах/группировках.
В 2025 году принял участие в фильме "Сингулярное Закулисье Оберманекен ". Премьера состоялась в Электротеатр Станиславский

## Личная жизнь
Жена — Майя Гараева. Есть двое детей: Роберта (дочь от первого брака) и сын Яков.

### Комментарии
1. ↑  взял себе псевдоним "Pornosuperstar" (сокр.Porno SS)